# Klaus Haller (Politiker)

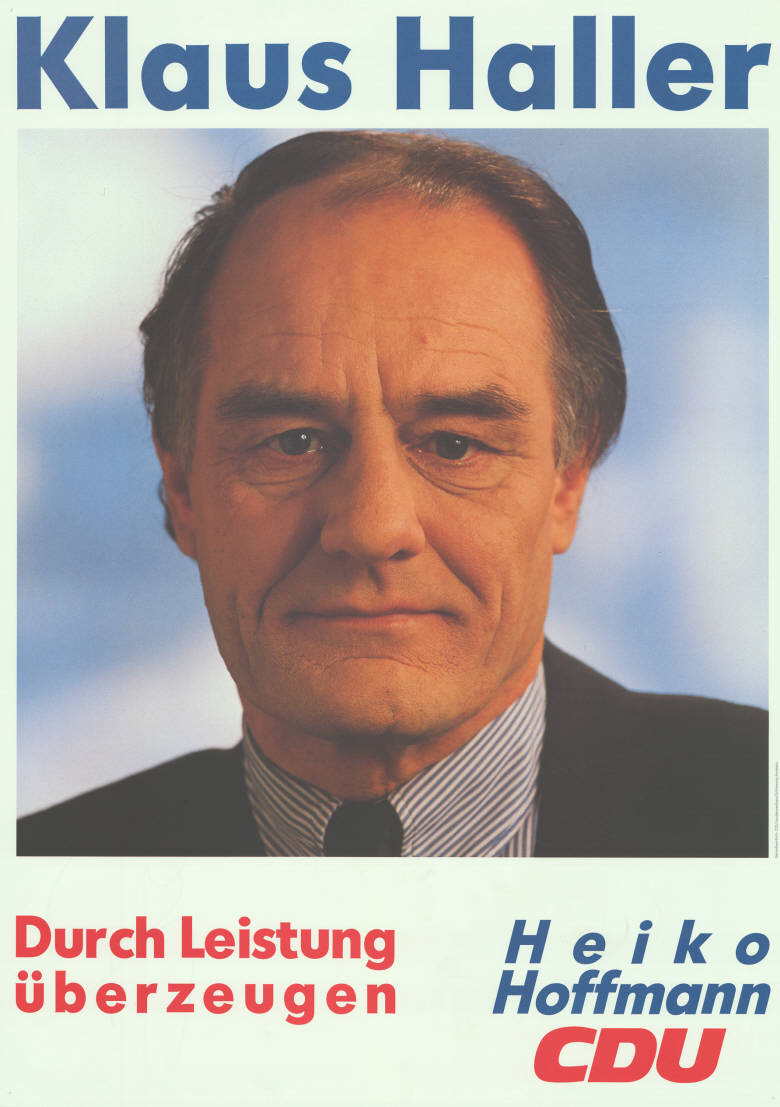
Kandidatenplakat zur Landtagswahl in Schleswig-Holstein 1988

Klaus Haller (* 6. Dezember 1936 in Gießen; † 19. Juni 2020) war ein deutscher Politiker (CDU).

## Leben
Nach seinem Abitur studierte Haller Rechtswissenschaften und erreichte das erste und zweite Juristische Staatsexamen. Er war juristischer Mitarbeiter und Mitglied der Geschäftsführung der Bürogemeinschaft der Unternehmensverbände.

## Politik
Im Jahr 1969 wurde Haller Mitglied der CDU. Er war Mitglied der Ratsversammlung der Stadt Neumünster, Dezernent des Ordnungsamtes der Stadt Neumünster, Dezernent der Stadtwerke Neumünster und CDU-Fraktionsvorsitzender in der Ratsversammlung Neumünster. Von 1988 bis 1996 und von 1997 bis 2000 als Nachrücker für Ottfried Hennig saß er im Landtag von Schleswig-Holstein.